# Барчис
Ба̀рчис (на италиански и на фриулски: Barcis) е село и община в Северна Италия, провинция Порденоне, автономен регион Фриули-Венеция Джулия. Разположено е на 409 m надморска височина. Населението на общината е 256 души (към 2010 г.).